# Ејдријен Броди
Ејдријен Броди (енгл. Adrien Nicholas Brody, : ; Њујорк, 14. април 1973) амерички је филмски глумац. Највише се истакао глумећи Владислава Шпилмана у историјском драмском филму Романа Поланског Пијаниста (2002), за који је добио награду Оскар као најбољи глумац у главној улози; тако је постао најмлађи добитник Оскара за главну улогу.
Године 2025. постао је добитник Оскара по други пут за главну улогу у филму Бруталиста (2024), а та улога му је такође донела Златни глобус, награду БАФТА и Награду Удружења телевизијских филмских критичара.
Такође је широј публици познат улогом у филму Кинг Конг (2005) који је постигао критички и комерцијални успех.

## Биографија
Броди је рођен 14. априла 1973. године у Њујорку, од оца Елиота Бродија и мајке Силвије Плачи. Од оца има јеврејско, а од мајке мађарско и јеврејско порекло. Родитељи су га уписали на часове глуме да би га удаљили од проблематичне деце са којом се дружио.
Доживео је пад са мотоцикла 1992. године, претрпевши тешке повреде од којих се месецима опорављао.
Његова прва значајнија улога је била у филму Метак са Микијем Рорком 1996. године. Касније игра у доста познатих филмова, као што су: Семово лето, Танка црвена линија, Пијаниста, Село, The Jacket, Кинг Конг. Током своје каријере често је поређен са Алом Пачином и Марлоном Брандом због свог типичног погледа и начина глуме. Броди је изјавио 2006. године да би радо играо улогу Џокера у филму Мрачни витез (епизода Бетмена из 2008), али Кристофер Нолан и компанија Ворнер брадерс одлучили су да ипак доделе ту улогу Хиту Леџеру.

## Награде
- Добитник „Оскара” као најбољи глумац у главној улози у филму Пијаниста из 2002. године
- Добитник „Цезара” као најбољи глумац у главној улози у филму Пијаниста из 2002. године
- Номинован за Златни глобус, награду БАФТА и још 8 награда за најбољу улогу у филму Пијаниста из 2002. године
- Добитник „Оскара” као најбољи глумац у главној улози у филму Бруталиста из 2024. године
- Добитник Златног глобуса, награде БАФТА и Награде удружења телевизијских филмских критичара за главну улогу у филму Бруталиста.

## Филмографија
| Год.  | Српски назив         | Оригинални назив       | Улоге                   |
| ----- | -------------------- | ---------------------- | ----------------------- |
| 1988. |                      |                        | Били                    |
| 1989. | Њујоршке приче       |                        | Мел                     |
| 1991. |                      |                        | Еди                     |
| 1993. |                      |                        | Лестер Силверстон       |
| 1994. |                      |                        | Дени Хамерлинг          |
| 1994. |                      | Скини                  |                         |
| 1996. |                      |                        |                         |
|       |                      | др Бил Стјуарт         |                         |
| Метак |                      | Руби                   |                         |
| 1997. |                      |                        | Бен                     |
| 1997. |                      | Арни Финклстајн        |                         |
| 1998. | Танка црвена линија  |                        | Џефри Фајф              |
| 1998. |                      | Марио Белини           |                         |
| 1998. |                      | Крис Каловеј           |                         |
| 1999. |                      |                        | Хари                    |
| 1999. |                      | Ван Керцман            |                         |
| 1999. | Семово лето          |                        | Ричи                    |
| 2000. |                      |                        | Сем Шапиро              |
| 2000. |                      | Кајл Морис             |                         |
| 2001. |                      |                        | гроф Николас Де Ла Монт |
| 2001. |                      | Џек Грејс              |                         |
| 2002. |                      |                        | Стивен                  |
| 2002. | Пијаниста            |                        | Владислав Шпилман       |
| 2003. |                      |                        | Ферст Худ               |
| 2004. | Село                 |                        | Ноа Перси               |
| 2005. |                      |                        | Џек Старкс              |
| 2005. | Кинг Конг            |                        | Џек Дрискол             |
| 2006. |                      |                        | Луис Симо               |
| 2007. |                      |                        | приповедач              |
| 2007. |                      | Мануел Родригез Санчез |                         |
| 2007. | Воз за Дарџилинг     |                        | Питер Витман            |
| 2009. | Спој                 | Splice                 | Клајв Николи            |
| 2010. | Предатори            |                        |                         |
| 2010. | Експеримент          |                        | Травис                  |
| 2014. | Хотел Гранд Будапест |                        | Дмитриј                 |
| 2021. | Француска депеша     |                        | Џулијен Кадазио         |
| 2022. | Плавуша              |                        | Артур Милер             |
| 2023. | Рај за лудаке        |                        | Чед Лукст               |
| 2023. | Астероид Сити        |                        | Шуберт Грин             |
| 2024. | Бруталиста           |                        | Ласло Тот               |

### Познати глумци са којима је сарађивао
- Шон Пен (The Thin Red Line)
- Џон Траволта (The Thin Red Line)
- Мила Јововић (Dummy)
- Бен Афлек (Hollywoodland)
- Кира Најтли (The Jacket)
- Наоми Вотс (King Kong)